# Phong tục đặt tên người Slav Đông

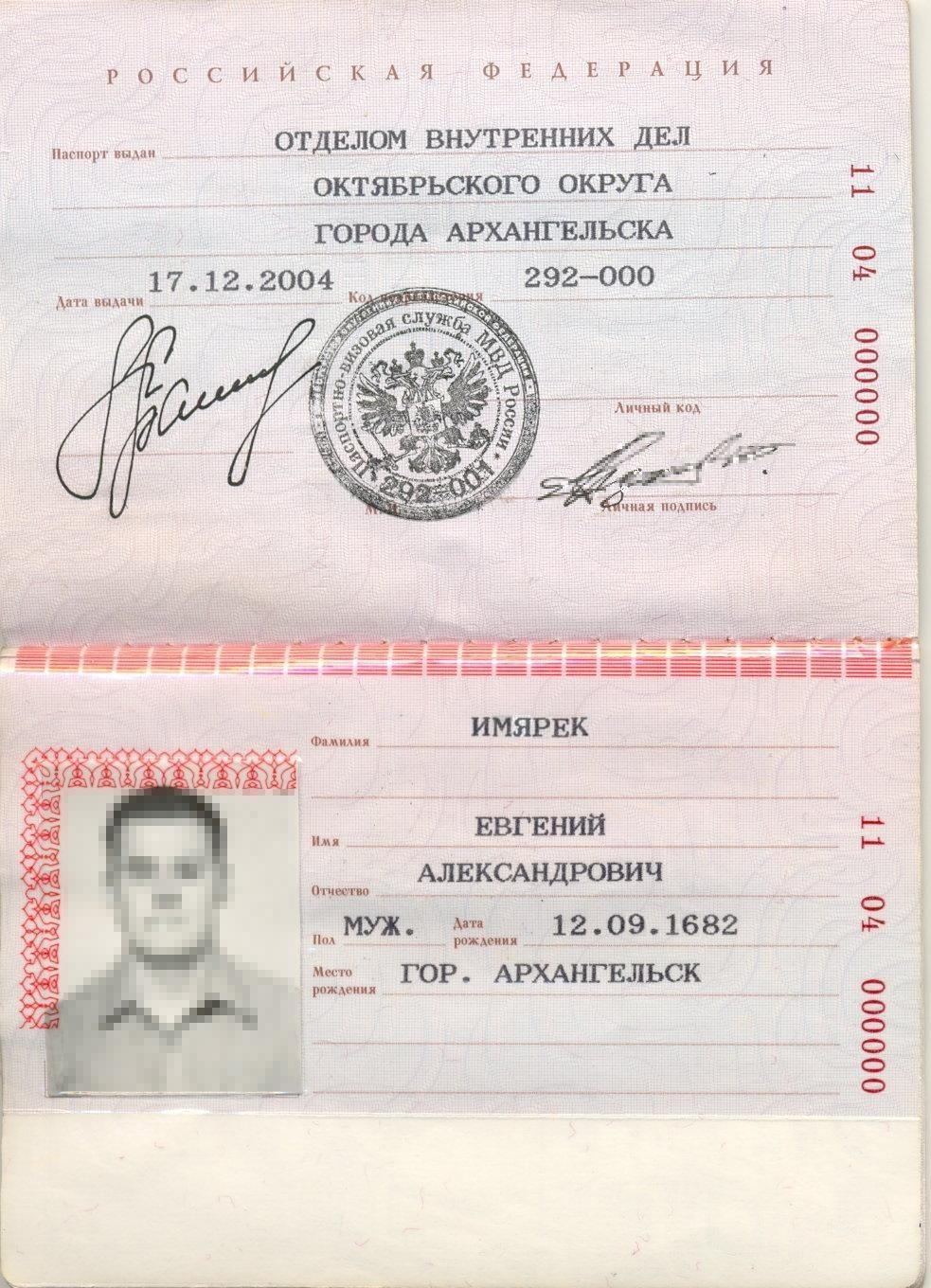
Hộ chiếu nội địa của một công dân Nga (Yevgeniy Aleksandrovich Imyarek), bao gồm các dòng để ghi họ (Фамилия) là "Imyarek", tên chính (Имя) là "Yevgeniy" và tên đệm Cha (Отчество) là "Aleksandrovich" ý chỉ "con trai của Aleksandr".

Phong tục đặt tên người Slav Đông là cách xác định tên chính, tên đệm bố và họ của một cá nhân trong nền văn hoá Slav Đông tại Nga và một số quốc gia từng thuộc Đế quốc Nga và Liên Xô. Phong tục trên được sử dụng phổ biến tại Nga, Belarus, Ukraina, Kazakhstan, Turkmenistan, Uzbekistan và ít phổ biến hơn tại Kyrgyzstan, Tajikistan, Azerbaijan, Armenia và Gruzia.
| Thứ tự     | Ví dụ trong tiếng Belarus                          | Ví dụ trong tiếng Nga                           | Ví dụ trong tiếng Ukraina                           |
| ---------- | -------------------------------------------------- | ----------------------------------------------- | --------------------------------------------------- |
| Tên chính  | tiếng Belarus: Уладзімір, đã Latinh hoá: Uladzimir | tiếng Nga: Владимир, đã Latinh hoá: Vladimir    | tiếng Ukraina: Володимир, đã Latinh hoá: Volodymyr  |
| Tên đệm bố | tiếng Belarus: Антонавіч, đã Latinh hoá: Antonavič | tiếng Nga: Антонович, đã Latinh hoá: Antonovich | tiếng Ukraina: Антонович, đã Latinh hoá: Antonovych |
| Họ         | tiếng Belarus: Іваноў, đã Latinh hoá: Ivanoŭ       | tiếng Nga: Иванов, đã Latinh hoá: Ivanov        | tiếng Ukraina: Іванів, đã Latinh hoá: Ivaniv        |

## Tên chính
Bậc cha mẹ người Slav Đông được chọn tên chính cho con em sơ sinh của mình. Hầu hết các tên dùng để đặt cho người Slav Đông bắt nguồn từ:
- truyền thống Giáo hội Chính thống giáo phương Đông
- từ vựng bản xứ của ngữ tộc Slav thời kỳ tiền Kitô giáo

Gần như tất cả các tên chính của người Slav là từ đơn. Tên gọi là từ ghép (ví dụ như Jean-Luc trong tiếng Pháp) có độ phổ biến cực kỳ thấp và thường được mượn từ nước ngoài. Dấu gạch nối được dùng để nối hai thành phần trong một tên ghép: tiếng Nga: Мария-Тереза, đã Latinh hoá: Mariya-Tereza.
Một số cái tên dành cho nữ giới của người Slav Đông vẫn được sử dụng phổ biến là Anastasiya (Анастасия), Kseniya (Ксения), Yelizaveta (Елизавета), Olga (Ольга), Yuliya (Юлия), Kristina (Кристина), Polina (Полина), Svetlana (Светлана), Lyubov (Любовь), Varvara (Варвара), Viktoriya (Виктория), Nadezhda (Надежда),  Tatyana (Татьяна), Yekaterina (Екатерина), Raisa (Раиса), Alina (Алина), Milana (Милана), Ruslana (Руслана), Vera (Вера), Sofiya (София), Darya (Дарья), Nina (Нина), Anna (Анна), Aleksandra (Александрa), Zhanna (Жанна) và vẫn còn rất nhiều.
Nhưng cũng có một số trường hợp ngoại lệ, nhiều bậc cha mẹ người Slav Đông thuộc thế hệ trẻ hơn đã bắt đầu đặt tên cho con em sơ sinh của mình theo tiếng nước ngoài hoặc theo xu hướng hiện đại ngày nay, ảnh hưởng bởi phương Tây, có một ví dụ như : Anabel (Анабель) lấy từ cái tên Annabel hay Annabelle, Bella (Белла), Kamilla (Камилла) lấy từ cái tên Camilla, Luiza (Луиза) lấy từ cái tên Louise hay Louisa.
Quy ước đặt tên của người Slav Đông như sau bao gồm : Họ - Tên đệm (đệm theo tên của người cha) - Tên chính.
Ví dụ : Họ là "Ivanov", tên đệm là "Ivanovich" (con trai của Ivan), tên chính là "Konstantin" thì sẽ là Ivanov Ivanovich Konstantin trong hộ chiếu hoặc trong các loại giấy tờ nơi làm việc, ngược lại là Konstantin Ivanovich Ivanov nếu là nam giới. Họ là "Ivanova", tên đệm là "Ivanovna" nếu là nữ giới. Tên chính là "Mariya" thì sẽ tương tự, như vậy mà sẽ là Mariya Ivanovna Ivanova (thêm -a vào hậu tố của Họ, thêm -na vào Tên đệm vì Mariya là con gái của Ivan nên sẽ là "Ivanovna").Vì vậy thì Konstantin Ivanovich Ivanov và Mariya Ivanovna Ivanova đều là con của Ivan.
Lưu ý : Nếu tên của người cha là Nikita (Никита), Kuzma (Кузьма), Grigoriy (Григорий), Yevgeniy (Евгений), Nikolai (Николай), Dmitriy (Дмитрий), Yakov (Яков), Yuriy (Юрий) thì Tên đệm của đứa trẻ sẽ là "Nikitich" hay "Nikitichna", "Kuzmich" hay "Kuzmichna", "Grigoriyevich" hay Grigoriyevna", "Nikolayevich" hay "Nikolayevna", "Yakovlevich" hay "Yakovlevna", "Yuryevich" hay "Yuryevna".
Như Ivan (Иван), Konstantin (Константин), Denis (Денис), Boris (Борис) miễn là không có hậu tố "a" hay "iy" nào trong tên thì cứ là "-ovich" hay "-ovna".
Họ của người Slav Đông chủ yếu chứa đựng nhiều ý nghĩa khác nhau, từ tên của tổ tiên, đặc điểm con người cho đến tên nơi tổ tiên bắt nguồn, chức vụ, yếu tố tự nhiên như : "Ivanov" là tổ tiên của người đó có người tên là Ivan hay cha của người đó tên là Ivan. Họ của người Nga thì có hậu tố là "-ov", "-yev" hay "in" như (Denisov, Medvedev và Yeltsin). Họ của người Ukraina và người Belarus là "-enko", "-chuk" hoặc "-ak" / "-yak" hay "-ik" / "-chik" như (Poroshenko, Bondarchuk, Linnik, Sergeychik) đôi khi là "-tskiy" hay "-skiy" hay "-tskaya" và "-skaya" ảnh hưởng bởi tiếng Ba Lan, hoặc có gốc Do Thái như (Zelenskiy, Trotskiy, Dostoyevskiy).
Rất nhiều người hâm mộ nền văn hoá Nga cũng như thần tượng Liên Xô, tạo ra những cái tên hoặc nhân vật của mình để nghe có vẻ "Slav Đông" nhưng thực chất vẫn không nắm rõ bất cứ điều gì về quy ước đặt tên của người Nga nói riêng và người Slav Đông nói chung, một cô gái tên là "Anna" thì không thể gọi là "Anna Sergeevich Ivanov" mà phải là "Anna Sergeevna Ivanova", một người đàn ông tên là "Aleksandr Igorovich Kuznetsov" thì không đúng, mà phải là "Aleksandr Igoryevich Kuznetsov" vì cái trong tên "Igor" có âm "-ь" nên không thể nào mà là "Igorovich" được.
| Tiếng Belarus        | Tiếng Nga   | Tiếng Ukraina     | Chuyển tự tiếng Latinhh tương ứng            | Bắt nguồn từ    | Ghi chú |
| -------------------- | ----------- | ----------------- | -------------------------------------------- | --------------- | --- |
| Іван, Ян             | Иван, Ян    | Іван, Ян          | Ivan, Jan / Ivan / Ivan                      | tiếng Hê-bơ-rơ  | tương tự như John (Gio-an) |
| Якуб, Якаў           | Иаков, Яков | Яків              | Yakub, Yakau / Iakov, Yakov / Yakiv          | tiếng Hê-bơ-rơ  | tương tự như Jacob (Gia-cô-bê)                                                                                                  |
| Ілля                 | Илья        | Ілля              | Illa / Ilia / Illia                          | tiếng Hê-bơ-rơ  | tương tự như Elijah (Ê-li-a) |
| Мікалай, Мікола      | Николай     | Микола            | Mikałaj, Mikoła / Nikolai / Mykola, Mykolai  | tiếng Hy Lạp    | tương tự như Nicholas, n.đ. 'Thắng lợi của dân tộc'                                                                             |
| Барыс                | Борис       | Борис             | Barys / Boris / Borys                        | tiếng Bulgar    | không rõ, có thể có nghĩa là "chó sói", "ngắn" hoặc "báo tuyết"                                                                 |
| Уладзімір            | Владимир    | Володимир         | Uładzimir / Vladimir / Volodymyr             | tiếng Slav      | n.đ. 'người cai trị vĩ đại/nổi tiếng' (đuôi -мир bắt nguồn từ từ мѣръ, n.đ. 'vĩ đại'). Tương tự như Waldemar trong tiếng Bắc Âu |
| Пётр, Пятро, Пятрусь | Пётр        | Петро             | Piotr, Piatro, Piatruś / Petr, Pyotr / Petro | tiếng Hy Lạp    | tương tự như Peter (Phê-rô) |
| Андрэй               | Андрей      | Андрій            | Andrej / Andrei / Andrii                     | tiếng Hy Lạp    | tương tự như Andrew (An-rê) |
| Аляксандр            | Александр   | Олександр, Олекса | Alaksandr / Aleksandr / Oleksandr, Oleksa    | tiếng Hy Lạp    | tương tự như Alexander (A-lê-xan-đê)                                                                                            |
| Піліп                | Филипп      | Пилип             | Pilip / Filipp / Pylyp                       | tiếng Hy Lạp    | tương tự như Philip (Phi-líp-phê)                                                                                               |
| Дзмітры, Зміцер      | Дмитрий     | Дмитро            | Dzmitry, Zmicier / Dmitrii / Dmytro          | tiếng Hy Lạp    | n.đ. 'của thần Demeter' (tiếng Hy Lạp: Δημήτριος, đã Latinh hoá: Dēmḗtrios)                                                     |
| Сяргей               | Сергей      | Сергій            | Siarhiej / Sergei / Serhii                   | tiếng Latinh    | tương tự như Sergius (Ser-giô)                                                                                                  |
| Леанід, Лявон        | Леонид      | Леонід            | Leanid, Lavon / Leonid / Leonid              | tiếng Hy Lạp    | tiếng Hy Lạp: Λεωνίδας, đã Latinh hoá: Leonidas, n.đ. 'con của sư tử'                                                           |
| Віктар               | Виктор      | Віктор            | Viktar / Viktor / Viktor                     | tiếng Latinh    | n.đ. 'đấng chinh phục' |
| Георгій, Юры         | Георгий     | Георгiй           | Hieorhij, Jury / Georgii / Heorhii           | tiếng Hy Lạp    | tương đương với Егор (Yegor), Юрий (Yury), tiếng Hy Lạp: Γεώργιος, đã Latinh hoá: Geōrgios, tương tự như George                 |
| Павел, Павал, Паўло  | Павел       | Павло             | Pavał, Paŭło / Pavel / Pavlo                 | tiếng Latinh    | tương tự như Paul (Phao-lô) |
| Канстанцін, Кастусь  | Константин  | Костянтин         | Kanstancin, Kastuś / Konstantin / Kostiantyn | tiếng Latinh    | tương tự như Constantine (Con-xtan-ti-nô)                                                                                       |
| Кірыл, Кірыла        | Кирилл      | Кирило            | Kirył, Kiryła / Kirill / Kyrylo              | tiếng Hy Lạp    | tiếng Hy Lạp: Κύριλλος, đã Latinh hoá: Kýrillos, tương tự như Cyril                                                             |
| Васіль, Базыль       | Василий     | Василь            | Vasiĺ, Bazyl / Vasilii / Vasyl               | tiếng Hy Lạp    | tiếng Hy Lạp: Βασίλειος, đã Latinh hoá: Vasileios, tương tự như Basil                                                           |
| Раман                | Роман       | Роман             | Raman / Roman / Roman                        | tiếng Latinh    | - |
| Уладзіслаў           | Владислав   | Владислав         | Uladzisłaŭ / Vladislav / Vladyslav           | tiếng Slav      | n.đ. 'Chúa tể danh vọng' |
| Вячаслаў             | Вячеслав    | В'ячеслав         | Viačasłaŭ / Viacheslav / Viacheslav          | tiếng Slav      | n.đ. 'Danh tiếng ngày càng tăng'                                                                                                |
| Матвей, Мацвей       | Матвей      | Матвій            | Matviej, Macviej / Matvei / Matvii           | tiếng Hê-bơ-rơ  | tương tự như Matthew (Mát-thêu)                                                                                                 |
| Міхал, Міхась        | Михаил      | Михайло           | Michał, Michaś / Mikhail / Mykhailo          | tiếng Hê-bơ-rơ  | tương tự như Michael (Mi-ca-ên)                                                                                                 |
| Алег                 | Олег        | Олег              | Aleh / Oleg / Oleh                           | tiếng Bắc Âu cổ | biến thể của tên người Scandinavi "Helgi"                                                                                       |
| Ігар                 | Игорь       | Ігор              | Ihar / Igor / Ihor                           | tiếng Bắc Âu cổ | biến thể của tên người Scandinavi "Ingvar"                                                                                      |
| Максім               | Максим      | Максим            | Maksim / Maksim / Maksym                     | tiếng Latinh    | n.đ. 'Kẻ vĩ đại nhất' |
| Фёдар                | Фёдор       | Федiр             | Fiodar / Fedor / Fedir                       | tiếng Hy Lạp    | tương tự như Theodor |
| Захар                | Захар       | Захар             | Zachar / Zakhar / Zakhar                     | tiếng Hê-bơ-rơ  | n.đ. 'Được tưởng nhớ' |
| Аляксей              | Алексей     | Олексій           | Alaksej / Aleksei / Oleksii                  | tiếng Hy Lạp    | n.đ. 'Đấng bảo hộ' |
| Макар                | Макар       | Макар             | Makar / Makar / Makar                        | tiếng Hy Lạp    | n.đ. 'Kẻ được ban phúc' |

1. ↑  Tại đây sử dụng phương pháp chuyển tự giống nhau cho cả ba ngôn ngữ. Để xem các phương pháp chuyển tự sử dụng chính thức tại mỗi nước, xem tiếng Latinhh hóa tiếng Belarus, tiếng Latinhh hóa tiếng Nga và tiếng Latinhh hóa tiếng Ukraina.